# Uncle Sam

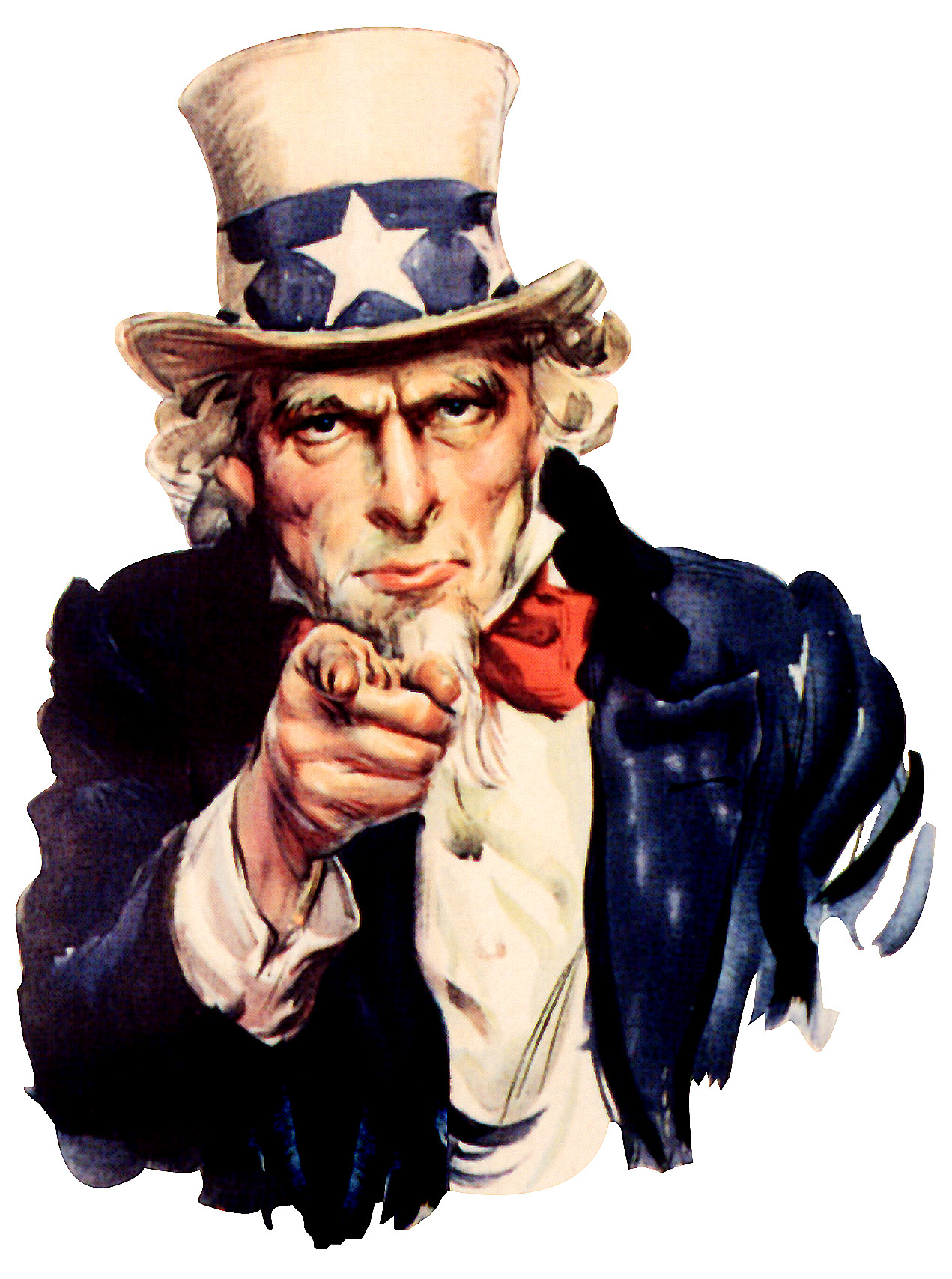
Uncle Sam poster

Uncle Sam is de personificatie voor de Verenigde Staten van Amerika stammend uit de tijd van de Oorlog van 1812. Uncle Sam zou gebaseerd zijn op Uncle Samuel Wilson, een vleesinspecteur. In 1961 nam het Amerikaanse Congres een resolutie aan die Samuel Wilson officieel erkende als bron voor Uncle Sam.
Uncle Sam wordt vaak afgebeeld als een man met kleding in de Amerikaanse kleuren rood, wit en blauw en met een hoed met sterren zoals die ook op de vlag van de Verenigde Staten voorkomen. Bovendien komen de initialen US overeen met de vaak gebruikte afkorting voor de Verenigde Staten. De personificatie wordt gebruikt in spotprenten en cartoons wanneer een representatief symbool voor de VS nodig is. Ook de overheid gebruikt Uncle Sam voor propagandadoeleinden. Zo was in de Eerste Wereldoorlog een bekend geworden poster in gebruik waar Uncle Sam naar de lezer wijst met het bijschrift: "I Want You, for US Army". Het doel was om vrijwilligers voor de strijdkrachten te werven. Deze poster is echter gebaseerd op een gelijksoortige Britse poster met Lord Kitchener.
Uncle Sam is thans een van de meest gebruikte symbolen voor de VS.